# Golders Green (metropolitana di Londra)
Golders Green è una stazione della linea Northern della metropolitana di Londra.

## Storia
La stazione fu aperta dalla Charing Cross, Euston & Hampstead Railway (CCE&HR), che in seguito divenne parte della linea Northern, il 22 giugno 1907. Golders Green era uno dei due capolinea settentrionali (l'altro era Archway) ed era anche il sito del deposito ferroviario della compagnia.
All'epoca Golders Green era un piccolo villaggio rurale con poche case, ma l'apertura della ferrovia stimolò una rapida crescita urbanistica e della popolazione.
A sud della stazione, tra Golders Green e Hampstead, si trova la stazione, progettata ma mai completata, di North End, chiamata anche Bull & Bush.
Prima della prima guerra mondiale erano già pronti dei piani per il prolungamento della CCE&HR verso nord, da Golders Green in direzione di Hendon ed Edgware, per consentire lo sviluppo di nuove aree rurali del Middlesex e creare una fonte di nuovi passeggeri. Lo scoppio della guerra fece rinviare l'avvio dei lavori, che cominciarono solo nel 1922. La prima sezione dell'estensione, fino a Hendon Central, aprì il 19 novembre 1923.

## Strutture e impianti
Golders Green è la prima stazione di superficie sulla diramazione di Edgware in direzione nord.
Si trova nella Travelcard Zone 3.

## Interscambi
Nelle adiecenze dell'edificio principale della stazione, è presente l'autostazione di Golders Green presso la quale effettuano fermata numerose linee di superficie urbane, gestite da London Buses. Nella stessa area, effettuano fermata alcuni servizi su gomma a lunga percorrenza di National Express.
- Fermata autobus

La stazione serve l'Hippodrome di Golders Green, ex teatro e sala da concerti, per molti anni sede dell'orchestra della BBC e che oggi ospita un centro islamico.

## Galleria d'immagini

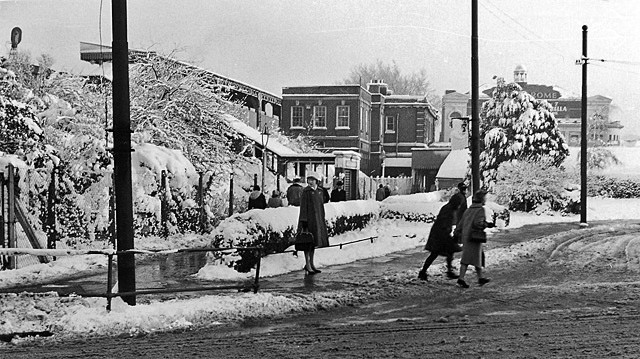
L'ingresso della stazione nel 1962
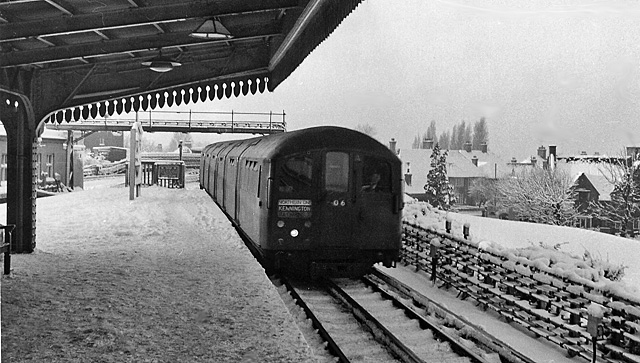
La Northern line a Golders Green durante la nevicata del 1962
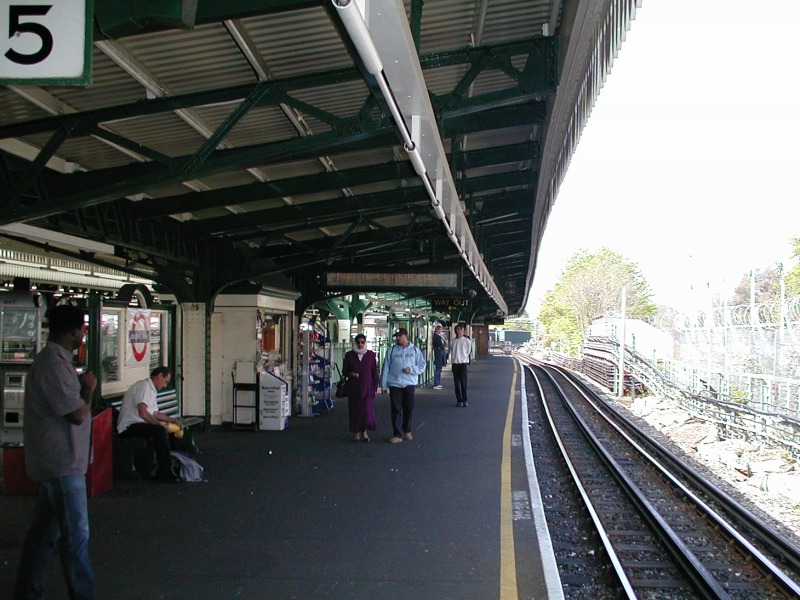
Piattaforma 5 in direzione sud nel 2005
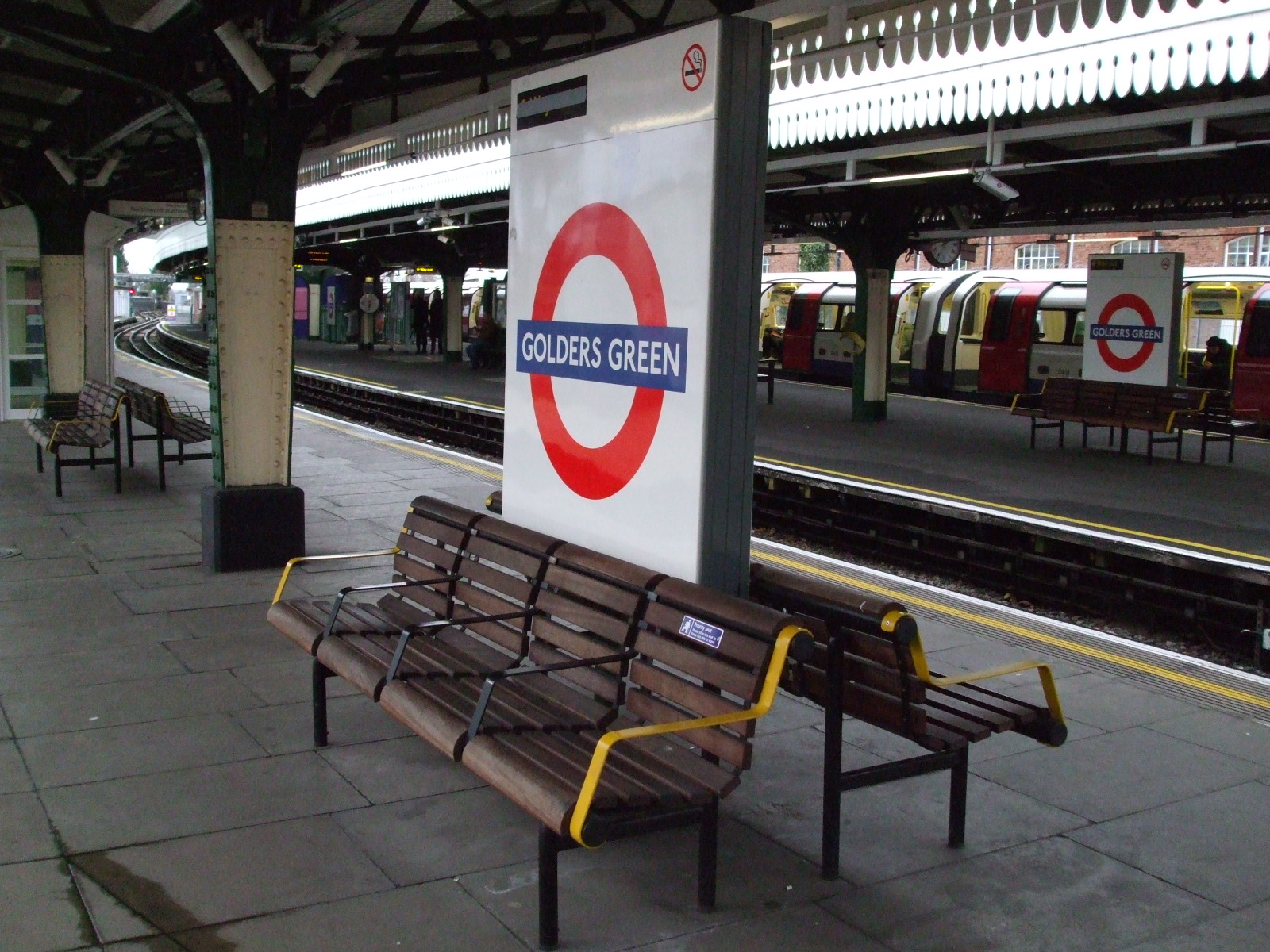
Roundel sulla piattaforma in direzione nord, 2008
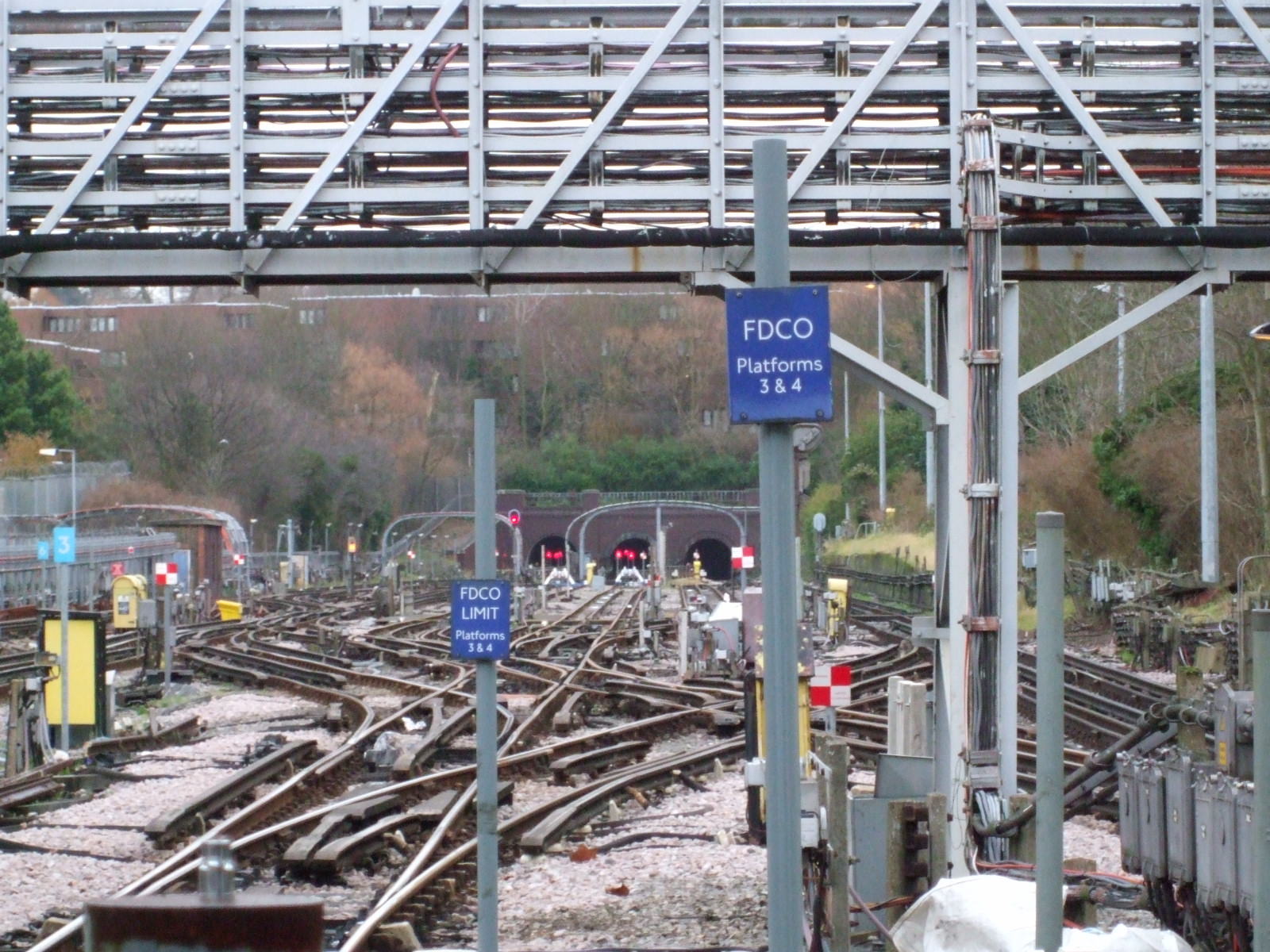
Imbocco dei tunnel a sud della stazione, 2008